# ツナ
ツナ（英語: Tuna）は、スズキ目サバ科マグロ族に分類される魚の総称。5属14 - 15種が含まれる。「マグロ」と和訳されることが多いが、学術的にカツオなどを含む広い範囲を指す。これらの魚肉を加工した食材もツナと称する（「#ツナ缶」参照）。
プレジャーボートで特にトローリング用のスポーツフィッシャーマン・タイプの船は、デッキハウス（上部船室）の上に遠くまで視界が開ける操船席をもつ多段式のやぐらを備えるものが多い。このやぐらは魚影を探す監視台の意味で「ツナタワー」と俗称される。

## 学術上の分類
マグロ族Thunnini
- Thunnus マグロ属
  - T. alalunga ビンナガ (albacore) albacore
  - T. albacares キハダ (yellowfin tuna) yellowfin
  - T. atlanticus タイセイヨウマグロ (blackfin tuna)
  - T. maccoyii ミナミマグロ (southern bluefin tuna)
  - T. obesus メバチ (bigeye tuna) bigeye
  - T. orientalis クロマグロ (Pacific bluefin tuna)
  - T. thynnus タイセイヨウクロマグロ (northern bluefin tuna) Atlantic bluefin
  - T. tonggol コシナガ (longtail tuna)
- Katsuwonus カツオ属
  - K. pelamis カツオ (skipjack) skipjack
- Euthynnus スマ属
  - E. affinis スマ (kawakawa)
  - E. alleteratus (little tunny)
  - E. lineatus (black skipjack)
- Auxis ソウダガツオ属
  - A. rochei マルソウダ (bullet tuna)
  - A. thazard ヒラソウダ (frigate tuna)
- Allothunnus 属
  - A. fallai ホソカツオ(Slender tuna)

マグロ属のクロマグロ T. orientalis は、タイセイヨウクロマグロ T. thynnus に含められることがある。その場合、T. thynnus の和名はクロマグロ、英名は Northern bluefin tuna となる。

## ツナ缶

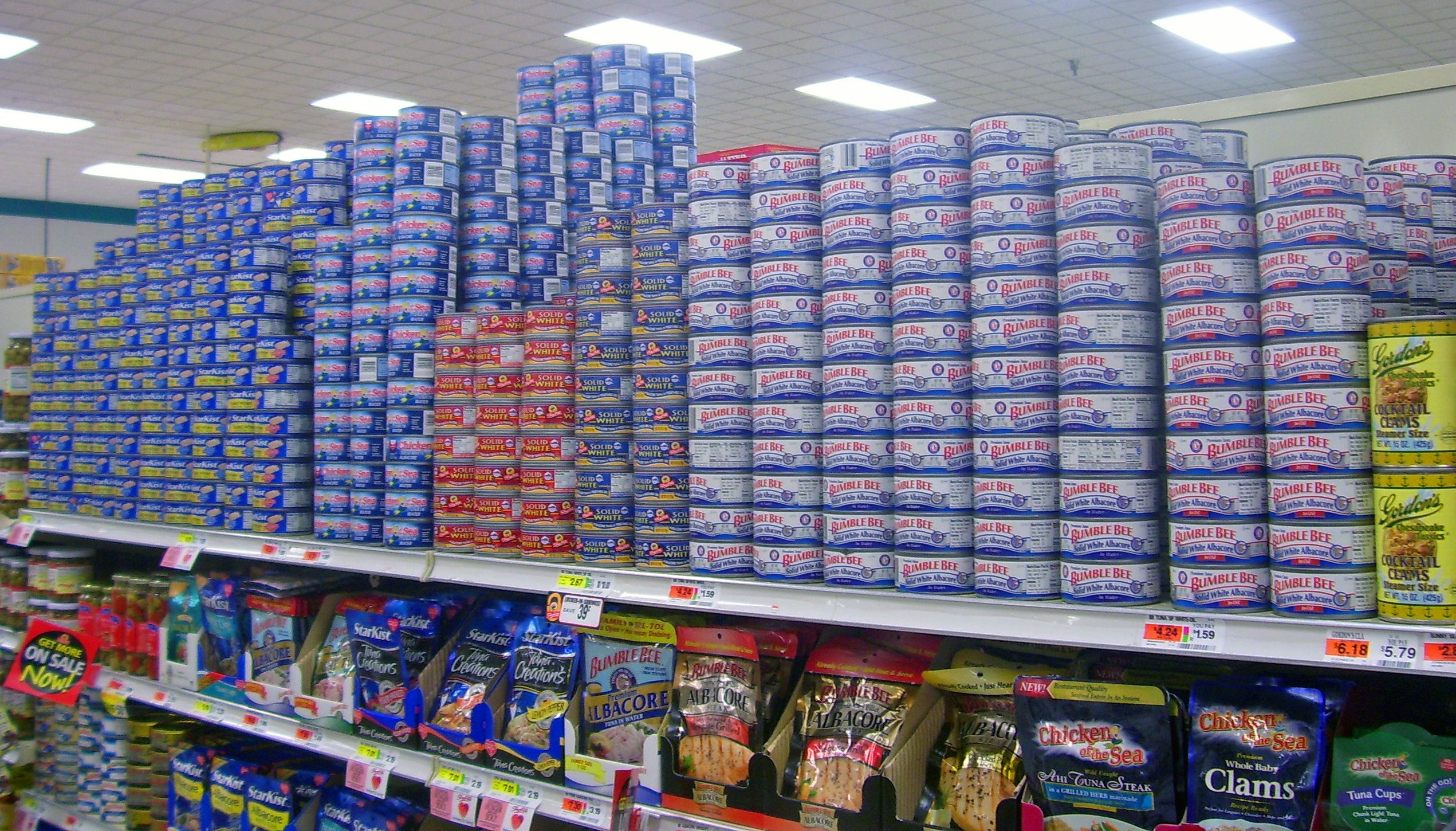
スーパーマーケットに並べられたツナ缶

- ツナは生魚と魚肉を表すが、日本では注釈しない場合に「マグロの油漬け缶詰」を表す場合が多い。近年は水煮、スープ漬け、低塩、無塩、など多種多様である。
- 日本のツナ缶は、おもにビンナガマグロ、キハダマグロ、カツオを用い、ブリを用いた商品も見られる。何れも血合肉などを含まない淡色なホワイトミート部を、ブロックやフレーク形状で商品化する。
- 日本で一般に多用される「シーチキン」は、はごろもフーズ株式会社の登録商標である。国内製造事業者はほかに清水食品、いなば食品、マルハニチロ、キョクヨー、ホテイフーズなどが知られる。
- マヨネーズと和えるツナマヨネーズは、コンビニエンスストアのおにぎり具材で開発されて一般化した。
- ノンオイルで塩分無添加の商品は、「良質なタンパク質を安価で大量に摂取」目的で愛用するボディビルダーも見られる。
- 2020年にネスレは、魚肉を含む肉類を食べない完全菜食主義者などを対象に、代替肉として豆類などを原料に食感や味を似せた人工ツナを開発した[2]。
- 米軍統治が長かった沖縄県は一般的に「トゥーナ」と発音する。